# Paradise Valley (Arizona)
Paradise Valley es un pueblo ubicado en el condado de Maricopa en el estado estadounidense de Arizona. En el Censo de 2020 tenía una población de 12 658 habitantes y una densidad poblacional de 317,77 personas por km².

## Geografía
Paradise Valley se encuentra ubicado en las coordenadas 33°33′8″N 111°57′39″O / 33.55222, -111.96083. Según la Oficina del Censo de los Estados Unidos, Paradise Valley tiene una superficie total de 40.04 km², de la cual 39.96 km² corresponden a tierra firme y (0.2%) 0.08 km² es agua.

## Demografía
Según el censo de 2010, había 12.820 personas residiendo en Paradise Valley. La densidad de población era de 320,15 hab./km². De los 12.820 habitantes, Paradise Valley estaba compuesto por el 92.55% blancos, el 0.67% eran afroamericanos, el 0.22% eran amerindios, el 4.04% eran asiáticos, el 0.05% eran isleños del Pacífico, el 0.71% eran de otras razas y el 1.76% pertenecían a dos o más razas. Del total de la población el 3.74% eran hispanos o latinos de cualquier raza.

## Educación
En la mayor parte del pueblo, el Distrito Escolar Unificado de Scottsdale gestiona escuelas públicas.